# نجم الدين المصري
نجم الدين المصري
هو نجم الدين أبو عبد الله محمد بن محمد المصري، من علماء القرن السابع الميلادي ولد في مصر، وعاش في القاهرة وتعلم وتخرج من الأزهر الشريف، برع في علم الفلك خلال النصف الأخير من القرن الثالث عشر، ويعتبر من أكبر علماء التوقيت المصريين، وقد أدت أعماله إلى تقدم ملحوظ في علم الفلك الكروي، كما قام نجم الدين بحساب جداول فلكية كثيرة، ومنها ما يمكن بمعونته تعيين الوقت من ارتفاع الشمس نهاراً والنجوم ليلاً في أي بقعة من الأرض.
وبجانب براعته في علم الفلك اهتم بدراسة الميقات، وله في مكتبة أكسفورد بانجلترا مخطوطة عربية تضم جداول فلكية بها أكثر من ربع مليون قيمة، محسوبة بدقة متناهية.
المصدر: الموسوعة الفكلية
المصدر: الموسوعة الميسرة في التاريخ الإسلامي الجزء الثانى، للدكتور راغب السرجاني 